# Australtandpaddor
Australtandpaddor (Myobatrachidae) är en familj av groddjur som ingår i ordningen stjärtlösa groddjur (Anura). Enligt Catalogue of Life omfattar familjen Myobatrachidae 84 arter. 
Arterna förekommer i Australien och på Nya Guinea.
Med en kroppslängd av 13 till 36 mm är de flesta familjemedlemmar små groddjur. Myobatrachus gouldii är med 34 till 50 mm kroppslängd något större och arterna i släktet Rheobatrachus är störst. De blir 33 till 79 mm långa. Nästan alla arter liknar europeiska grodor eller paddor. Däremot påminner Myobatrachus gouldii om en lädersköldpadda.
De vuxna individerna lever huvudsakligen på land och de förekommer beroende på art i flera olika habitat. Även ynglens utveckling varierar mellan familjens olika medlemmar. Några arter lämnar äggen i vattnet, andra arter fäster de på växtligheten som sedan översvämmas, hos en tredje grupp sker utvecklingen i underjordiska håligheter eller ynglen mognar inuti de vuxna djurens kropp.
Släkten enligt Catalogue of Life, antal arter enligt Amphibian Species of the World:
- Arenophryne, 2 arter.
- Assa, 1 art.
- Crinia, 17 arter.
- Geocrinia, 7 arter.
- Metacrinia, 1 art.
- Mixophyes, 8 arter.
- Myobatrachus, 1 art.
- Paracrinia, 1 art.
- Pseudophryne, 14 arter.
- Rheobatrachus, 2 arter.
- Spicospina, 1 art.
- Taudactylus, 6 arter.
- Uperoleia, 27 arter.